# Ann Grete Nørgaard
Ann Grete Nørgaard (* 15. September 1983 in Viborg, Dänemark) ist eine ehemalige dänische Handballspielerin.

## Karriere

### Im Verein
Nørgaard begann 1992 das Handballspielen bei Søndermarken IK und wechselte 1996 zu Viborg HK. Im Alter von 17 Jahren gab sie ihr Erstligadebüt für Viborg. In der Saison 2004/05 wurde die Außenspielerin an den damaligen Zweitligisten Skive fH ausgeliehen. Nachdem Nørgaard im Sommer 2005 wieder nach Viborg zurückgekehrt war, wurde sie im November 2005 erneut an Skive ausgeliehen. Im Sommer 2006 wechselte sie zum dänischen Erstligisten Randers HK. Zu Beginn der Saison 2008/09 wurde ihr Vertragsverhältnis nach Streitigkeiten mit Randers HK aufgelöst.
Nachdem Nørgaard aufgrund der Wirtschaftskrise keinen neuen Verein gefunden hatte, schloss sie sich der in der dritten Liga spielenden Amateurmannschaft von Viborg HK an. Nach dem verletzungsbedingten Ausfall von Gitte Aaen wurde sie im März 2009 wieder in den Erstliga-Kader aufgenommen, mit deren Team sie 2009 die Meisterschaft gewann. Im Sommer 2009 unterschrieb sie einen Vertrag bei Horsens HK. Nach einer Spielzeit in Horsens wechselte sie zu Team Tvis Holstebro. Mit Holstebro gewann sie 2013 und 2015 den EHF-Pokal. Im Sommer 2015 kehrte sie zu Viborg HK zurück. Zur Saison 2019/20 wechselte sie zum rumänischen Erstligisten SCM Râmnicu Vâlcea. Nachdem SCM Râmnicu Vâlcea seine Spielerinnen im Dezember 2020 über eine Gehaltskürzung in Kenntnis gesetzt hatte, verließ sie den Verein. Im Januar 2021 wurde sie beim norwegischen Erstligisten Storhamar Håndball als Neuzugang vorgestellt. In der Saison 2021/22 lief Nørgaard für den dänischen Erstligisten Silkeborg-Voel KFUM auf. Anschließend beendete sie ihre Karriere.

### In der Nationalmannschaft
Nørgaard bestritt 139 Länderspiele für die dänische Frauen-Handballnationalmannschaft, in denen sie 549 Treffer erzielte. Sie gewann bei der Weltmeisterschaft 2013 die Bronzemedaille und erzielte 24 Treffer in acht Partien. Weiterhin nahm sie mit Dänemark an den Olympischen Sommerspielen 2012 in London teil.